# Saint-Laurent-du-Maroni
Saint-Laurent-du-Maroni este un oraș situat în partea de nord-vest a Guianei franceze. Orașul se află amplasat la altitudinea de 0–468 m deasupra n.m. la gura de vărsare a râului Maroni în apropiere de granița cu Surinam. El se întinde pe o suprafață de 4.830 km2  și avea în anul 2011 o populație de 40.462 locuitori.

## Istoric
În anul 1858 la inițiativa lui Napoleon III a devenit o colonie franceză destinată deportării deținuților. Orașul a devenit cunoscut prin romanul Papillon al lui Henri Charrière, el fiind un loc de tranzit pentru deținuții care urmau să fie deportați pe Insula Diavolului.

## Personalități marcante
- Raoul Diagne (n. 1910; d. 2002), fotbalist francez